# Argyle (Wisconsin)
Pour les articles homonymes, voir Argyle.
Argyle est un village du comté de Lafayette, dans l'État du Wisconsin, aux États-Unis. En 2020, il comptait une population de 783 habitants.